# John Goossens (football)
Pour les articles homonymes, voir Goossens.
John Goossens est un footballeur néerlandais, né le 25 juillet 1988 à Heemstede aux Pays-Bas. Il évolue au poste de milieu offensif à l'ADO La Haye.

## Biographie
Le 29 février 2016, Goossens signe un contrat de la MLS en faveur du Fire de Chicago après un essai de plusieurs semaines.